# Roberto Moreno (Rennfahrer)
Roberto „Pupo“ Moreno (* 11. Februar 1959 in Rio de Janeiro) ist ein ehemaliger brasilianischer Automobilrennfahrer.

## Karriere
Roberto Moreno, ein Jugendfreund von Nelson Piquet, nahm zwischen 1982 und 1995 insgesamt 75-mal am Training zu einem Formel-1-Grand-Prix als Fahrer teil. Dabei qualifizierte er sich 42-mal für die Teilnahme an einem Grand-Prix. Moreno fuhr in der Formel 1 für Lotus, AGS, Coloni, EuroBrun, Benetton, Jordan, Minardi, Andrea Moda sowie Forti und gewann dabei 15 WM-Punkte.
Die relativ lange Formel-1-Karriere wurde immer wieder von längeren Pausen unterbrochen. Viele Teamchefs sahen in Moreno nur einen Ersatzmann, der einen ausgefallenen Stammpiloten vorübergehend ersetzen konnte. Bereits bei seinem Formel-1-Debüt beim Großen Preis der Niederlande 1982 in Zandvoort vertrat er im Lotus den verletzten Nigel Mansell, verfehlte aber mit zwei Sekunden Rückstand die Qualifikation zum Rennen.
1987 nahm er an zwei Rennen für das Team AGS teil. Beim letzten Rennen der Saison auf dem Adelaide Street Circuit wurde er sensationeller Sechster. 1988 gewann Moreno auf einem Reynard-Cosworth die Internationale Formel-3000-Meisterschaft. 1989 kehrte Moreno in die Formel-1 zurück. Mit seinem in dieser Saison pilotierten Coloni qualifizierte er sich allerdings bei 16 Weltmeisterschaftsläufen nur viermal und schied in allen Rennen vorzeitig aus.
1990 fuhr Moreno die ersten 14 Rennen der Saison für EuroBrun Racing; qualifizierte sich abermals aber nur für zwei Rennen. Bei den Rennen für den Großen Preis von Japan und Australien vertrat er im Benetton-Team dem nach einem Hubschrauberabsturz verletzten Alessandro Nannini, wobei er in Japan hinter Piquet Zweiter wurde. In Australien wurde er Siebter. 1991 fuhr Moreno die ersten elf Rennen der Saison für Benetton und wurde in Monza durch Michael Schumacher ersetzt. Die beiden nächsten Rennen fuhr er für Jordan und das letzte für Minardi.
1992 trat Moreno für das teils chaotisch organisierte Team Andrea Moda Formula an und qualifizierte sich nur bei einem Rennen, ehe das Team mangels Zahlungsfähigkeit den Rennbetrieb einstellte. In den Folgejahren ging Moreno in diversen Tourenwagenserien in Europa in den Start, hatte aber 1995 doch noch ein Comeback in der Formel 1 als Fahrer des neuen Teams Forti Corse. Allerdings war der vom Team eingesetzte Wagen Forti FG01 nicht konkurrenzfähig, und Moreno gelangen keine Zielankünfte in der vorderen Hälfte des Feldes.
Seit 1996 fuhr Moreno in der Champ-Car-Serie (USA), hatte allerdings nur in diesem Jahr sowie 2000, 2001 und 2003 die ganze Saison hindurch ein festes Cockpit. In 118 Rennen startete Moreno für elf Teams und gewann zwei Rennen. Seine beste Saison erlebte er im Jahr 2000, als er am Saisonende mit lediglich 21 Punkten Rückstand auf seinen Landsmann Gil de Ferran Dritter der Meisterschaft wurde. In Amerika hat sich Moreno den Spitznamen „Supersub“ erworben – auf Deutsch etwa „Super-Ersatz“. Ihm wird nachgesagt, ohne großen Vorlauf für jedes Team, mit jedem Auto und auf jeder Strecke starten zu können.
Heute lebt Moreno in Fort Lauderdale in Florida.

## Galerie

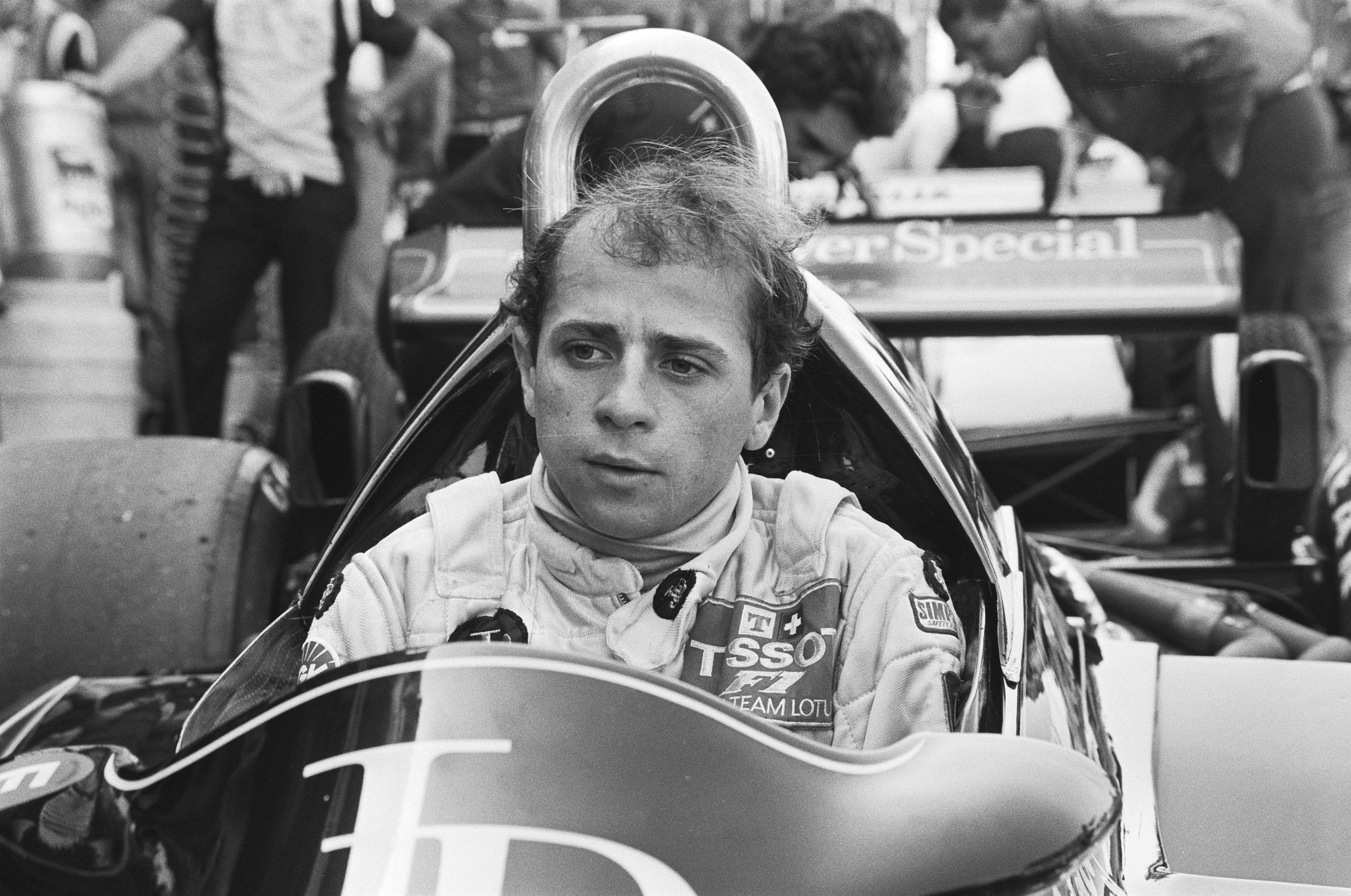
Großer Preis der Niederlande 1982: Erfolgloses Formel-1-Debüt bei Lotus
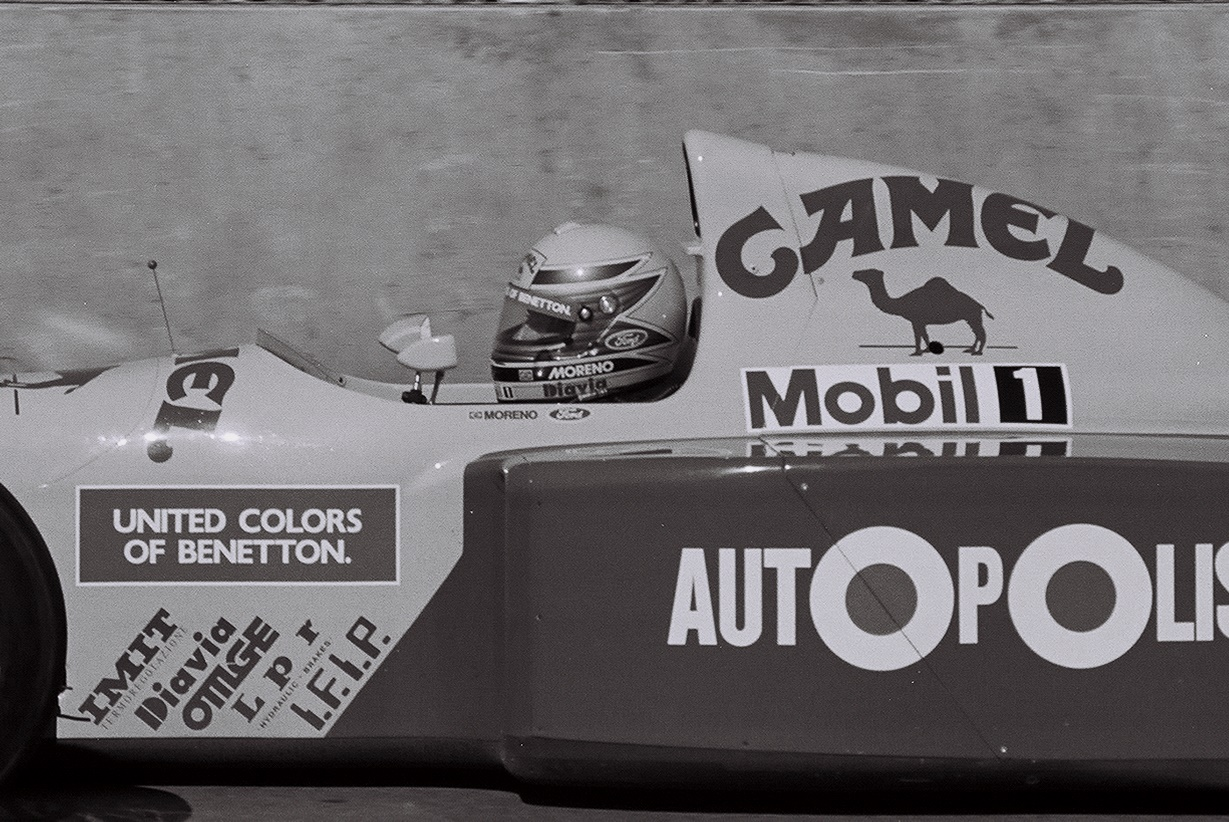
Großer Preis der USA 1991: Benetton
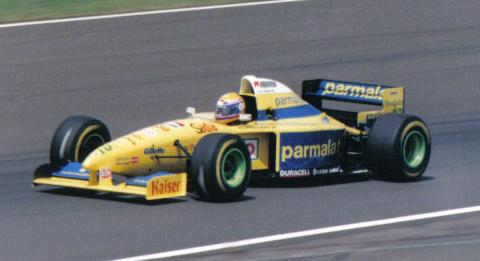
Großer Preis von Großbritannien 1995: Forti

## Statistik

### Statistik in der Formel 1

#### Gesamtübersicht
| Saison | Team            | Chassis                        | Motor                    | Rennen | Siege | Zweiter | Dritter | Poles | schn. Runden | Punkte | WM-Pos. |
| ------ | --------------- | ------------------------------ | ------------------------ | ------ | ----- | ------- | ------- | ----- | ------------ | ------ | ------- |
| 1982   | Lotus           | Lotus 91                       | Ford Cosworth DFV 3.0 V8 | –      | –     | –       | –       | –     | –            | –      | –       |
| 1987   | AGS             | AGS JH22                       | Ford Cosworth DFZ 3.5 V8 | 2      | –     | –       | –       | –     | –            | 1      | 21.     |
| 1989   | Coloni          | Coloni FC188B / Coloni C3      | Ford Cosworth DFR 3.5 V8 | 4      | –     | –       | –       | –     | –            | –      | –       |
| 1990   | EuroBrun Racing | EuroBrun ER189B                | Judd CV 3.5 V8           | 2      | –     | –       | –       | –     | –            | –      | 10.     |
| 1990   | Benetton        | Benetton B190                  | Ford HB III/IV 3.5 V8    | 2      | –     | 1       | –       | –     | –            | 6      | 10.     |
| 1991   | Benetton        | Benetton B190B / Benetton B191 | Ford HB IV 3.5 V8        | 11     | –     | –       | –       | –     | 1            | 8      | 10.     |
| 1991   | Jordan          | Jordan 191                     | Ford HB IV/V 3.5 V8      | 2      | –     | –       | –       | –     | –            | –      | 10.     |
| 1991   | Minardi         | Minardi M191                   | Ferrari 3.5 V12          | 1      | –     | –       | –       | –     | –            | –      | 10.     |
| 1992   | Andrea Moda     | Andrea Moda S921               | Judd 3.5 V10             | 1      | –     | –       | –       | –     | –            | –      | –       |
| 1995   | Forti           | Forti FG01                     | Ford ED 3.0 V8           | 17     | –     | –       | –       | –     | –            | –      | 32.     |
| Gesamt | Gesamt          | Gesamt                         | Gesamt                   | 42     | –     | –       | –       | –     | 1            | 15     |         |

### Le-Mans-Ergebnisse
| Jahr | Team                     | Fahrzeug    | Teamkollege | Teamkollege   | Platzierung | Ausfallgrund |
| ---- | ------------------------ | ----------- | ----------- | ------------- | ----------- | ------------ |
| 1984 | Skoal Bandit Racing Team | Porsche 962 | Guy Edwards | Rupert Keegan | Ausfall     | Unfall       |